# Loxostege federalis
Loxostege federalis là một loài bướm đêm trong họ Crambidae.